# Новозарянський
Новозарянський — селище в Октябрському районі Ростовської області Росія.
Адміністративний центр Мокролозького сільського поселення.
Населення — 965 осіб (2010 рік).

## Географія
Селище Новозарянський розташовано у верхів'ях лівої притоки Кадамовки річки Великий Музган.

### Вулиці
- вул. Дзержинського,
- вул. Калініна,
- вул. Крупської,
- вул. Леніна,
- вул. Річкова,
- вул. Степова,
- вул. Транспортна,
- вул. Хорошевської.

## Історія
За радянської влади селище було селищем Радгоспу Комсомолець.